# کوه نیایش
کوه نیایش یا کوه دوبرادران؛  یکی از ارتفاعات استان قم است که در ضلع جنوبِ شرقی شهر قم و در نزدیکی و میان جمکران و کوه خضر واقع شده است.
این کوه دارای خط الراس غربی شرقی می باشد و از کنار هم قرار گرفتن دو قلهٔ تقریباً یکسان و یک اندازه تشکیل شده است. قلهٔ شرقی این کوه، کمی از دیگری مرتفع‌تر است. شکل و اندازه خاص این کوه و طرز قرارگیری دو قله به‌گونه‌ای است که بدنه این رشته کوه های متصل در کنار هم، شبیه به نیم رخ صورت انسان رو به آسمان را نمایان می کند. کوه نیایش حدود ١١۶٠ متر  ارتفاع دارد و در ادامه رشته‌کوه های زاگرس محسوب می‌شود. 
در منطقه کوه دوبرادران در استان قم، طی بررسی‌های انجام شده، ذخایر فسیلی متعددی از دوره سوم زمین‌شناسی کشف شده است. این کشفیات باعث جلب توجه بیشتر به این منطقه شده و به دلیل ارزش بالای ذخایر دیرین شناسی حاضر در کوه، حفاظت از آن اهمیت ویژه‌ای پیدا کرده است همچنین کوه دوبرادران قم در میراث طبیعی ثبت ملی  شد.